# Menzelinsk
Menzelinsk (ryska Мензели́нск, tatariska Минзәлә/Minzälä) är en stad i Tatarstan i Ryssland. Folkmängden uppgivk år 2015 till cirka 17 000 invånare.